# Władysław Brodowski

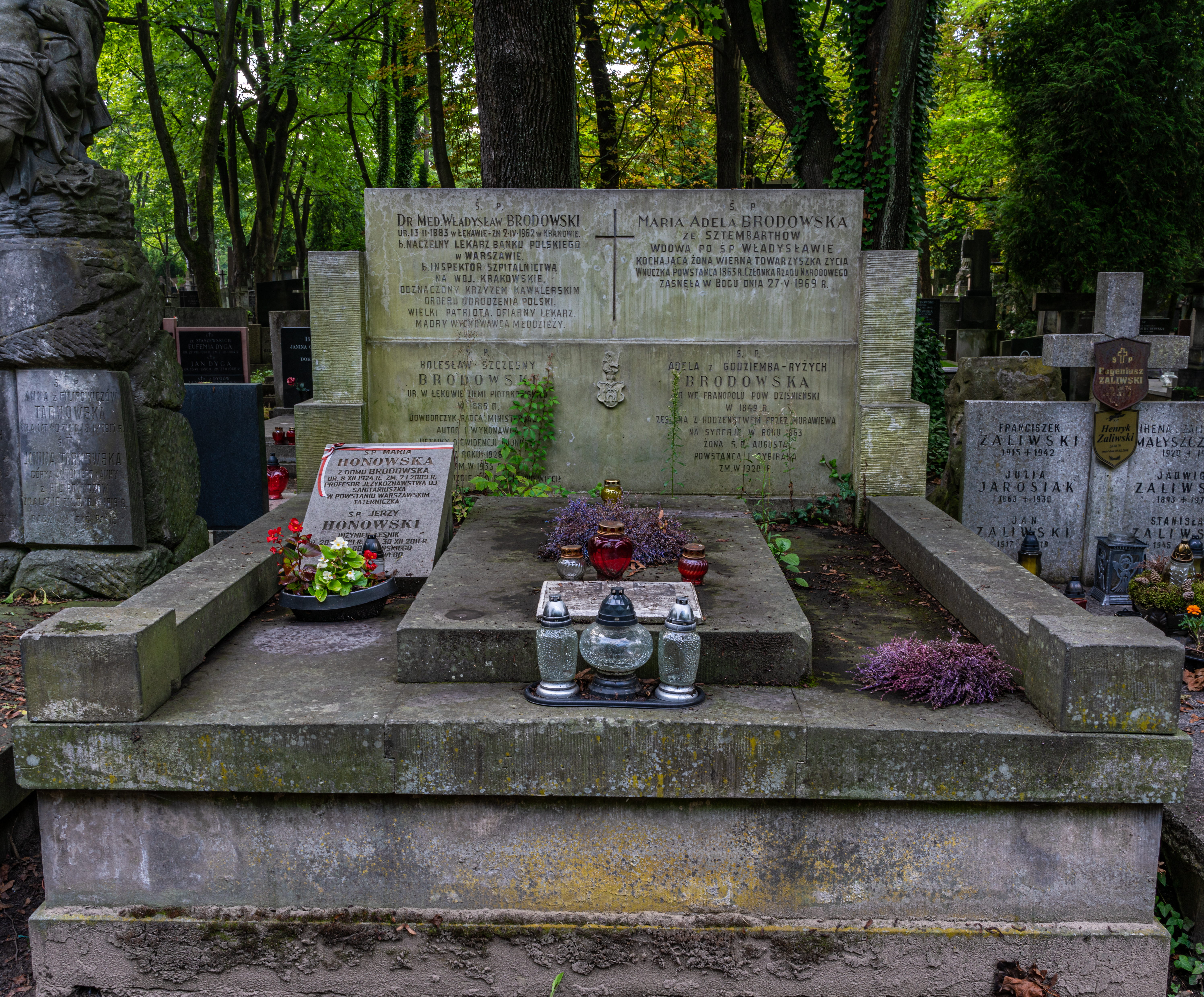
Grobowiec rodzinny Władysława Brodowskiego na cmentarzu Powązkowskim

Władysław Brodowski ps. Leda (ur. 2 lutego 1883 w Łękawie, zm. 2 kwietnia 1962 w Krakowie ) – polski lekarz, działacz polityczny.
Był synem Augusta Brodowskiego herbu  Łada i Marii-Adelii. Jego siostrami były Zofia, Lila i Jadwiga, braćmi Bruno i Bolesław.
. Działacz ONR. Mieszkał w Warszawie na Solcu. Po tym, jak w czasie powstania warszawskiego jego dom został uszkodzony, Brodowski przeniósł się z rodziną do Krakowa. Doktor nauk medycznych. Ożenił się z Marią ze Sztebartów. Jego jedyną córką była Maria-Beata („Lilka”, slawistka). Był inspektorem szpitalnictwa województwa krakowskiego. Kawaler Krzyża Kawalerskiego Orderu Polonia Restituta. Pochowany na Starych Powązkach (kwatera 105-5-25/26).
Po II wojnie światowej był doradcą ministra zdrowia w rządzie lubelskim.